# Slowakische Meisterschaften im Biathlon 2009
Die Slowakischen Meisterschaften im Biathlon 2009 (Majstrovstvá Slovenska v biatlone) fanden vom 6. bis 8. März 2009 in Osrblie für Frauen und Männer sowie in verschiedenen Altersklassen statt. Ausrichter war der Klub biatlonu Osrblie. Neben einem Einzel wurden Rennen im Sprint und im Massenstart ausgetragen.

## Männer

### Einzel 20 km
| Platz | Starter       | Verein | Schießfehler | Zeit     |
| ----- | ------------- | ------ | ------------ | -------- |
| 1     | Pavol Hurajt  |        | 0-0-1-1      | 51:34,2  |
| 2     | Michal Lepieš |        | 0-0-1-2      | +7:46,6  |
| 3     | Peter Ridzoň  |        | 0-2-1-4      | +11:45,5 |
| 4     | Norbert Gröne |        | 3-2-1-4      | +11:54,0 |
| 5     | Lukáš Olejár  |        | 1-2-3-3      | +16:33,3 |
| dns   | Peter Hlušek  |        |              |          |
| dns   | Peter Regúly  |        |              |          |

Datum: 6. März 2009
Am Start waren fünf der acht gemeldeten Starter, darunter mit Lajos Szántó ein ungarischer Gaststarter.

### Massenstart
| Platz | Starter        | Verein              | Schießfehler | Zeit     |
| ----- | -------------- | ------------------- | ------------ | -------- |
| 1     | Martin Otčenáš | VŠC DU BB           | 1-0-2-1      | 41:57,0  |
| 2     | Pavol Hurajt   | Osrblie             | 2-1-2-1      | +0:03,9  |
| 3     | Norbert Gröne  | Osrblie             | 2-3-1-2      | +6:04,2  |
| 4     | Michal Lepieš  | VŠC DU BB           | 2-1-3-0      | +7:35,3  |
| 5     | Lukáš Olejár   | TU Zvolen           | 2-0-2-4      | +9:12,3  |
| 6     | Peter Ridzoň   | ŽP Šport Podbrezová | 2-2-2-3      | +10:46,8 |
| 7     | Peter Regúly   | Vyhne               | 1-2-3-3      | +12:13,0 |
| 8     | Peter Ivanek   | ŠKP Čadca-Sk        | 2-0-1-2      | +13:32,4 |
| dns   | Peter Hlušek   | ŠKP Čadca-Sk        |              |          |

Datum: 7. März 2009
Am Start waren acht der neun gemeldeten Athleten.

### Sprint
| Platz | Starter           | Verein              | Schießfehler | Zeit    |
| ----- | ----------------- | ------------------- | ------------ | ------- |
| 1     | Norbert Gröne     | Osrblie             | 1-4          | 30:39,5 |
| 2     | Martin Otčenáš    | VŠC DU BB           | 5-4          | +0:12,9 |
| 3     | Michal Lepieš     | VŠC DU BB           | 2-3          | +1:34,1 |
| 4     | Davorín Škvaridlo | Noves Š.Pleso       | 4-4          | +4:23,8 |
| 5     | Peter Ivanek      | ŠKP Čadca-Sk        | 2-4          | +4:33,7 |
| 6     | Peter Ridzoň      | ŽP Šport Podbrezová | 2-5          | +4:43,1 |
| 7     | Peter Regúly      | Vyhne               | 4-4          | +5:14,7 |
| 8     | Peter Hlušek      | ŠKP Čadca-Sk        | 3-3          | +6:32,7 |
| dns   | Jozef Škoviera    | Noves Š.Pleso       |              |         |
| dns   | Lukáš Olejár      | TU Zvolen           |              |         |

Datum: 8. März 2009
Am Start waren acht der zehn gemeldeten Biathleten.

## Frauen

### Einzel 15 km
| Platz | Starter           | Verein    | Schießfehler | Zeit    |
| ----- | ----------------- | --------- | ------------ | ------- |
| 1     | Ľubomíra Kalinová | VŠC DU BB | 0 1 3 2      | 57:57,8 |

Datum: 6. März 2009
Am Start waren beide gemeldeten Starterinnen, darunter mit Kitti Szöllösi eine ungarische Gaststarterin.

### Massenstart 12,5 km / Sprint 10 km
Die einzige gemeldete Starterin für das Massenstartrennen, Ľubomíra Kalinová, trat nicht an. Für das Sprintrennen gab es keine weibliche Meldungen.

## Belege
1. ↑  Ergebnisse des Einzels (Seite nicht mehr abrufbar, festgestellt im Mai 2019. Suche in Webarchiven)  Info: Der Link wurde automatisch als defekt markiert. Bitte prüfe den Link gemäß Anleitung und entferne dann diesen Hinweis.
2. ↑  Ergebnisse des Massenstarts (Seite nicht mehr abrufbar, festgestellt im Mai 2019. Suche in Webarchiven)  Info: Der Link wurde automatisch als defekt markiert. Bitte prüfe den Link gemäß Anleitung und entferne dann diesen Hinweis.
3. ↑  Ergebnisse des ersten Sprints (Seite nicht mehr abrufbar, festgestellt im Mai 2019. Suche in Webarchiven)  Info: Der Link wurde automatisch als defekt markiert. Bitte prüfe den Link gemäß Anleitung und entferne dann diesen Hinweis.
4. ↑  Ergebnisse des Einzels (Seite nicht mehr abrufbar, festgestellt im Mai 2019. Suche in Webarchiven)  Info: Der Link wurde automatisch als defekt markiert. Bitte prüfe den Link gemäß Anleitung und entferne dann diesen Hinweis.